# Come se nulla fosse
Come se nulla fosse è una raccolta del materiale prodotto dall'Hardcore punk band romana Bloody Riot.